# Horst Carl
Horst Carl (* 17. Februar 1959 in Aachen) ist ein deutscher Historiker. Er lehrt als Professor für die Geschichte der Frühen Neuzeit an der Justus-Liebig-Universität Gießen.

## Leben
Horst Carl legte 1977 das Abitur am humanistischen Kaiser-Karls-Gymnasium in Aachen ab. Von 1978 bis 1984 studierte er Geschichte, Philosophie und Neuere deutsche Literaturwissenschaft an den Universitäten Bonn und Tübingen. Dort promovierte er 1989 bei Volker Press mit einer Arbeit zur Okkupation der preußischen Westprovinzen im Siebenjährigen Krieg. Von 1990 bis 1997 war er an der Universität Tübingen als wissenschaftlicher Assistent tätig. 1998 erfolgte die Habilitation für Mittlere und Neuere Geschichte mit einer Studie zur Geschichte des Schwäbischen Bundes. Nach einer Tätigkeit als wissenschaftlicher Mitarbeiter im Tübinger Sonderforschungsbereich (SFB) „Kriegserfahrungen“ (1998–2001) und einer Gastdozentur an der Université Aix-Marseilles III wurde er 2001 auf den Lehrstuhl für Geschichte der Frühen Neuzeit an der Universität Gießen berufen. Dort beteiligte er sich, teilweise in leitenden Funktionen, an Forschungsverbünden wie dem SFB „Erinnerungskulturen“, dem Graduiertenkolleg „Transnationale Medienereignisse“, der Forschergruppe „Gewaltgemeinschaften“ und dem Graduiertenzentrum Kulturwissenschaften (GCSC – International Graduate Centre for the Study of Culture). Seit 2018 ist er Sprecher des von den Universitäten Gießen und Marburg getragenen SFB 138 „Dynamiken der Sicherheit“.
Die wissenschaftlichen Schwerpunkte der Forschungen von Horst Carl liegen im Bereich der Sozial- und Verfassungsgeschichte des Heiligen Römischen Reiches Deutscher Nation, das er vor allem als föderales System kollektiver Sicherheit in der Tradition spätmittelalterlicher Landfriedensorganisationen interpretiert, sowie im Bereich einer sozial- und kulturgeschichtlich erweiterten Militärgeschichte. Besondere Bedeutung kommt dabei neuzeitlichen Okkupationssituationen sowie der Rolle von Adel, Söldnern und Kriegergruppen als Gewaltakteuren in frühneuzeitlichen Kriegen zu.
2003 erhielt Carl für seine Habilitationsschrift Der Schwäbische Bund 1488–1534 den Schillerpreis der Stadt Marbach am Neckar. Er ist seit 2003 Mitglied der Historischen Kommission für Hessen, der Hessischen Historischen Kommission und Mitglied der Vereinigung für Verfassungsgeschichte. Er ist Mitherausgeber einschlägiger wissenschaftlicher Reihen („Krieg in der Geschichte“ bei Brill Schöningh/Paderborn; „Politiken der Sicherheit/Politics of Security“ bei NOMOS/Baden-Baden).

## Schriften
- Okkupation und Regionalismus. Die preußischen Westprovinzen im Siebenjährigen Krieg. (= Veröffentlichungen des Instituts für Europäische Geschichte Mainz, Abt. Universalgeschichte. Band 150). (zugleich: Dissertation). Verlag Philipp von Zabern, Mainz 1993, ISBN 3-8053-1344-6.
- Der Schwäbische Bund 1488–1534. Landfrieden und Genossenschaft im Übergang vom Spätmittelalter zur Reformation. (= Schriften zur südwestdeutschen Landeskunde. Band 25). (zugleich: Habilitationsschrift). DRW-Verlag, Leinfelden 2000, ISBN 3-87181-424-5.
- mit Nikolaus Buschmann (Hrsg.): Die Erfahrung des Krieges. Erfahrungsgeschichtliche Perspektiven von der Französischen Revolution bis zum Zweiten Weltkrieg. (= Krieg in der Geschichte. Band 9). Verlag Ferdinand Schöningh, Paderborn 2001, ISBN 3-506-74478-X.
- mit Joachim Eibach (Hrsg.): Europäische Wahrnehmungen 1650–1850. Interkulturelle Kommunikation und Medienereignisse. (= The Formation of Europe/Historische Formationen Europas. Band 3). Wehrhahn Verlag, Hannover 2008, ISBN 978-3-86525-253-1.
- mit Hans-Jürgen Bömelburg (Hrsg.): Lohn der Gewalt. Beutepraktiken von der Antike bis in die Neuzeit. Verlag Ferdinand Schöningh, Paderborn 2011, ISBN 978-3-506-77346-3.
- mit Ute Planert (Hrsg.): Militärische Erinnerungskulturen vom 14. bis zum 19. Jahrhundert. Träger – Medien – Deutungskonkurrenzen. (= Herrschaft und soziale Systeme in der Frühen Neuzeit. Band 15). V&R unipress, Göttingen 2012, ISBN 978-3-89971-995-6.
- mit Uwe Ziegler (Hrsg.): „In unserer Liebe nicht glücklich“. Kultureller Austausch zwischen Großbritannien und Deutschland 1770–1840. (= Veröffentlichungen des Instituts für Europäische Geschichte Mainz, Abteilung für Universalgeschichte. Supplement, Band 102). Vandenhoeck & Ruprecht, Göttingen 2014, ISBN 978-3-525-10105-6.
- mit Hendrik Baumbach (Hrsg.): Landfrieden – epochenübergreifend. Neue Perspektiven der Landfriedensforschung auf Verfassung, Recht, Konflikt (= Beihefte der ZhF, Band 54), Berlin 2018, ISBN 978-3-428-15385-5.
- mit Carola Westermeier (Hrsg.): Sicherheitsakteure. Epochenübergreifende Perspektiven zu Praxisformen und Versicherheitlichung. Baden-Baden 2018, ISBN 978-3-8487-4390-2.
- mit Rainer Babel u. Christoph Kampmann (Hrsg.): Sicherheitsprobleme im 16. und 17. Jahrhundert. Bedrohungen, Konzepte, Ambivalenzen (= Politiken der Sicherheit, Bd. 6). Nomos, Baden-Baden 2019, ISBN 978-3-8487-5459-5.